# Vincenzo Bracco

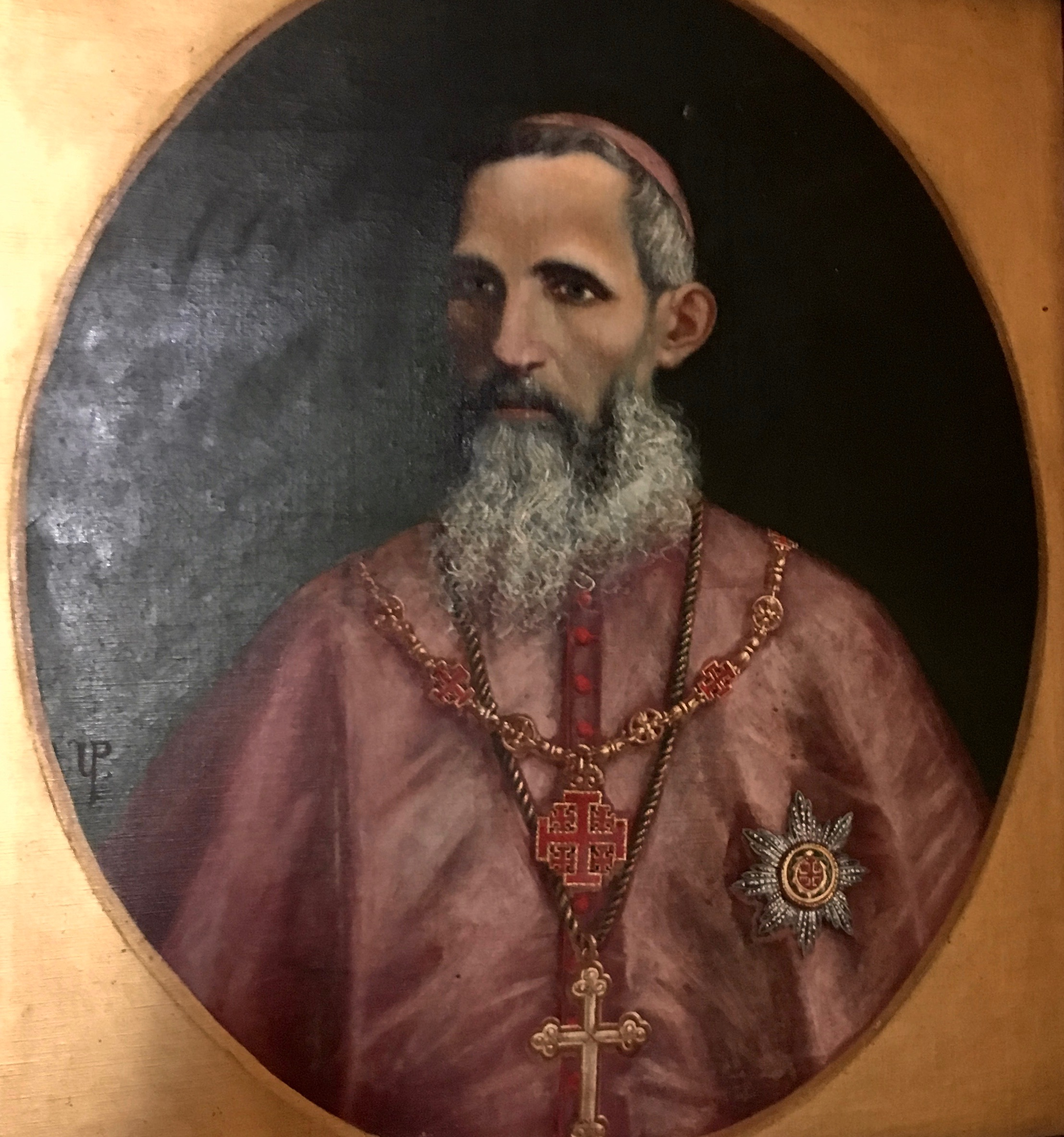
Patriarch Vincenzo Bracco (Porträt im Lateinischen Patriarchat von Jerusalem)

(Giovanni) Vincenzo Bracco (* 14. September 1835 in Torazzo, Italien; † 19. Juni 1889 in Jerusalem) war Lateinischer Patriarch von Jerusalem.

## Leben
Bracco studierte in Porto Maurizio und am Alberga Seminar, ab 1855 am Collegio Brignole Sale in Genua. Am 18. Juni 1859 empfing er die Priesterweihe. 1860 kam er als Missionar nach Jerusalem. Er lehrte Philosophie und war von 1862 bis zu seinem Tode Rektor des Priesterseminars in Jerusalem.
Papst Pius IX. ernannte Vincenzo Bracco 1866 zum Titularbischof von Magydus und bestellte ihn zum Weihbischof in Jerusalem. Die Bischofsweihe spendete ihm am 13. Mai 1866 der amtierende  Patriarch Giuseppe Valerga; Mitkonsekratoren waren der Apostolische Vikar der Gallaneger und spätere Kardinal Wilhelm Massaia OFMCap sowie ein armenischer Bischof. Er war neben seinem Bischofsamt zudem Generalvikar.
1866 ernannte ihn Pius IX. zum Patriarchen von Jerusalem, dem einzigen römisch-katholischen Patriarchen im Osten.
Von 1872 bis zu seinem Tode 1889 war er Großmeister des Ritterordens vom Heiligen Grab.
Er starb an den Folgen einer Lungenentzündung und wurde in der Kirche des Patriarchats begraben, gegenüber seinem Amtsvorgänger Valerga.